# گورستان قریل
قبرستان قریل مربوط به دوره قاجار است و در شهرستان هرسین، بخش مرکزی، دهستان حومه، ۶۰۰ متری جنوب عرب روستای متروکه قریل واقع شده و این اثر در تاریخ ۲۶ اسفند ۱۳۸۷ با شمارهٔ ثبت ۲۵۴۲۳ به‌عنوان یکی از آثار ملی ایران به ثبت رسیده است.